# Lewis Brereton
Lewis Hyde Brereton (ur. 21 czerwca 1890 w Pittsburghu, zm. 20 lipca 1967 w Waszyngtonie) – amerykański wojskowy, generał porucznik, pilot i pionier lotnictwa wojskowego. Zostając absolwentem Akademii Morskiej Stanów Zjednoczonych w 1911 r., rozpoczął karierę wojskową jako oficer Armii Stanów Zjednoczonych w Korpusie Artylerii Wybrzeża przed I wojną światową, pozostałą część służby odbył jednak jako lotnik zawodowy.
Brereton był jednym z nielicznych starszych amerykańskich dowódców II wojny światowej, którzy służyli nieprzerwanie w warunkach bojowych od japońskiego ataku na Pearl Harbor do kapitulacji Niemiec i widział walkę na większej liczbie teatrów działań wojennych niż jakikolwiek inny starszy oficer. Rozpoczął swój udział w II wojnie światowej jako dowódca Sił Powietrznych Dalekiego Wschodu na Filipinach, a zakończył go w dowództwie 1 Alianckiej Armii Powietrznodesantowej w Niemczech. Brereton dowodził amerykańskimi siłami powietrznymi w czasie czterech kontrowersyjnych wydarzeń wojennych: zniszczenia amerykańskiego lotnictwa wojskowego w kampanii filipińskiej, operacji Tidal Wave (nalotów na Rumunię) oraz w operacji Cobra i operacji Market Garden na froncie zachodnim.
Brereton był jednym z pierwszych pilotów wojskowych Armii Stanów Zjednoczonych przydzielonych do Dywizji Aeronautycznej Korpusu Sygnałowego, pierwszej amerykańskiej powietrznej jednostki wojskowej, utworzonej we wrześniu 1912 r. Był również jednym z pięciu oficerów, którzy zostali pierwszymi członkami Sił Powietrznych Stanów Zjednoczonych po ich wyodrębnieniu jako oddzielnego rodzaju sił zbrojnych w 1947 r., ale Brereton jako jedyny z tego grona kontynuował służbę w USAF, pozostali przeszli od razu na emeryturę.

## Wczesne lata i kariera wojskowa

### Rodzina i charakterystyka osobowości
Lewis Brereton urodził się w Pittsburghu w 1890 r., jako drugi syn Williama Denny’ego Breretona i Helen (Hyde) Brereton. Rodzina przeprowadziła się do Annapolis w stanie Maryland, podczas gdy starszy brat Lewisa, William Jr., został midszypmenem Akademii Marynarki Wojennej. Ich ojciec był odnoszącym sukcesy inżynierem górniczym z czwartego pokolenia irlandzkiej emigracji. Jego matka z urodzenia była Angielką wyznania episkopalnego. W wieku ośmiu lat Brereton cierpiał na powracające ropne zapalenie ucha środkowego, którego nie można było wyleczyć w erze przedantybiotykowej.
Breretona opisywano jako „chłodnego i skłonnego do przemyśleń”, zdolnego do „szybkiego myślenia będąc nieustannie na nogach” i jako człowieka z „szybkim, analitycznym umysłem”. Mówiono też, że miał „odpowiedni temperament” i „potrafił przeklinać w trzech lub czterech językach”, a kiedy mówił o sobie, używał trzeciej osoby. Miał jednak również reputację hedonisty, szczególnie wśród krytyków. Gen. Omar Bradley, który bardzo nie lubił Breretona, twierdził, że był on „marginalnie kompetentny [...] [i] bardziej zainteresowany mieszkaniem w największym francuskim pałacu”. Jednak od lipca 1942 r. do końca wojny Brereton był blisko związany z marszałkiem lotnictwa RAF-u Arthurem Coninghamem, w którym znalazł nie tylko wiernego towarzysza, ale również skutecznego dowódcę lotniczego, na którym mógł polegać w zakresie sprawnej i kompetentnej współpracy.

### Szkolenie lotnicze

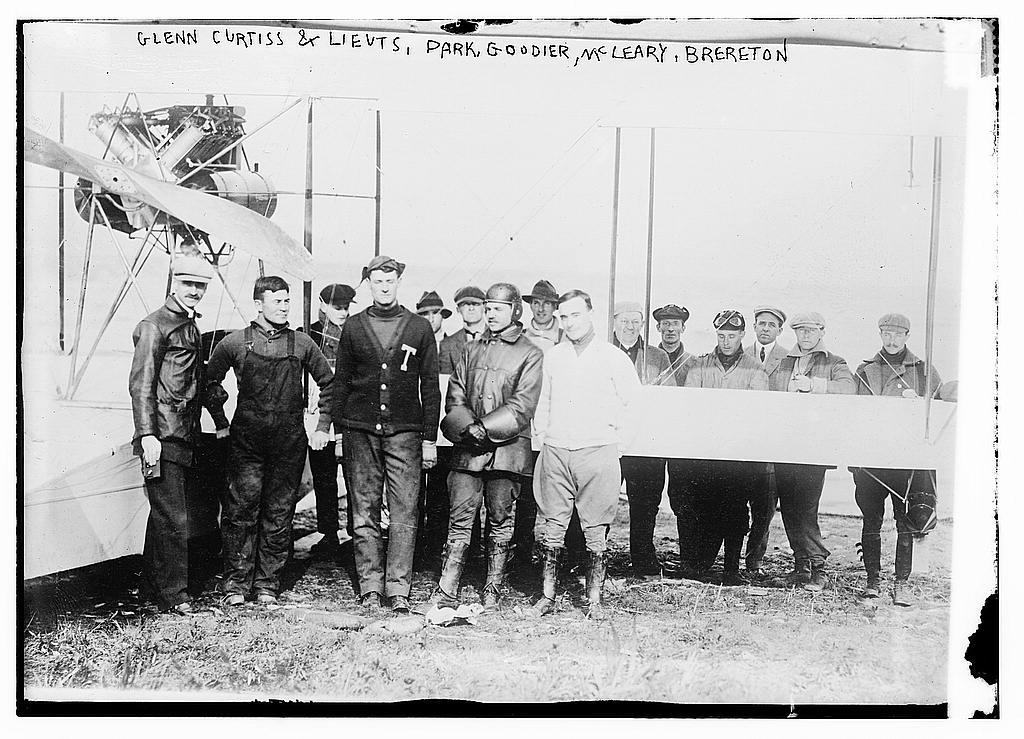
Jedni z pierwszych amerykańskich pilotów wojskowych. Od lewej do prawej: Glenn Curtiss, Joseph D. Park, Lewis E. Goodier, Jr., Samuel H. McLeary i Lewis Brereton, 4 grudnia 1912

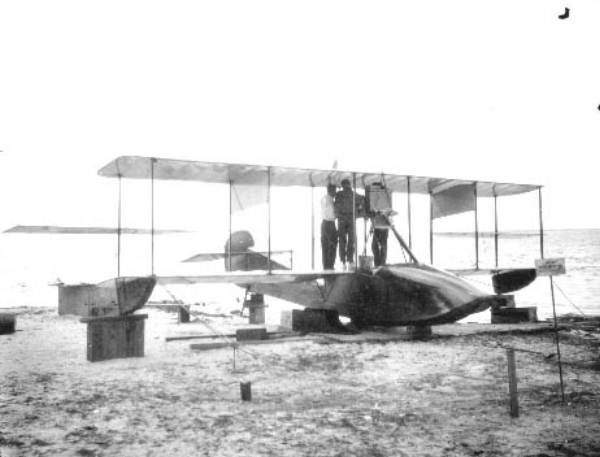
Wodnosamolot Curtiss typu F, którym leciał Brereton w czasie katastrofy 8 kwietnia 1913 r.

Brereton uczęszczał do St. John’s College w Annapolis z zamiarem pójścia na West Point, ale nie będąc w stanie się tam dostać, poszedł za swoim starszym bratem do Akademii Morskiej Stanów Zjednoczonych w 1907 Zakończył naukę w czerwcu 1911 r., zajmując 58. miejsce ze 194 alumnów na roku. W marcu 1911 r. złożył list rezygnacyjny ze skutkiem w dniu ukończenia szkoły, wymieniając chorobę morską jako główny powód odejścia, w wyniku czego Stała Rada Badań Medycznych Akademii odrzuciła go jako niezdolnego do czynnej służby. Po dwóch dniach odsłużonych w stopniu chorążego jego rezygnacja została zaakceptowana. Niezwłocznie Brereton złożył wniosek o przeniesienie do służby w Armii Stanów Zjednoczonych. Został mianowany podporucznikiem Korpusu Artylerii Wybrzeża 17 sierpnia 1911 r. i przeszedł do czynnej służby 6 września w 118. kompanii stacjonującej w Fort Monroe w stanie Wirginia. W następnym roku służył w 17. Kompanii Korpusu Artylerii Wybrzeża w Fort Washington w stanie Maryland.
We wrześniu 1912 r. zgłosił się na ochotnika do służby lotniczej w Dywizji Aeronautycznej Korpusu Sygnałowego, by podjąć szkolenie pilotażu w jeszcze nieutworzonej, a będącej jednie w planach szkole lotniczej przy bazie Rockwell Field pod San Diego w Kalifornii. Był 26. oficerem, który miał zostać do niej przyjęty. Brak niezbędnych urządzeń w Rockwell wymusił jednak przeprowadzenie większości szkolenia w Curtiss Airplane Company w Hammondsport w stanie Nowy Jork w październiku 1912 r. Brereton powrócił do Rockwell w listopadzie, a po oficjalnym otwarciu szkoły lotniczej w grudniu, zdał egzamin kwalifikacyjny na lotnika wojskowego 27 marca 1913 r., jako dziesiąty pilot, który przeszedł przez ten test. Zaczął ostro trenować i był szkolony do latania wodnosamolotem, ale doświadczył dwóch wypadków, pierwszego jako pilot w katastrofie Curtissa F w dniu 8 kwietnia 1913 r., a drugiego jako obserwator 21 maja. Wskutek tych traumatycznych doświadczeń, na własną prośbę został zwolniony z obowiązków lotniczych 3 lipca 1913 r. Wrócił do Korpusu Artylerii Wybrzeża, przydzielony do 115. kompanii stacjonującej w Fort Rosecrans na półwyspie Point Loma po drugiej stronie kanału naprzeciwko Rockwell. Podczas pobytu w San Diego 27 lutego 1913 r. Brereton ożenił się z Helen Clason Willis i miał z nią dwoje dzieci.
W lipcu 1916 r. został awansowany na porucznika i wysłany na Filipiny, aby dołączyć do 1. kompanii Fort Mills (138. kompanii Korpusu Artylerii Wybrzeża) na wyspie Corregidor. Niecałe dwa miesiące później został poproszony o powrót do Sekcji Lotniczej Korpusu Sygnałowego. Z powodu „prawa Manchu” regulującego długość oderwanej służby z dala od stałego oddziału oficera, Brereton najpierw przeniósł się do 17 Pułku Artylerii Polowej, aby spełnić wymóg formalny, po czym został oddelegowany do służby z 2 Eskadrą Dywizji Aeronautycznej, również stacjonującą na Corregidorze, 17 stycznia 1917 r. Po powrocie do Stanów Zjednoczonych w marcu tego roku oddelegowano go do służby w Waszyngtonie, w siedzibie Sekcji Lotniczej w Biurze Głównego Oficera Sygnałowego.

### Służba lotnicza i I wojna światowa

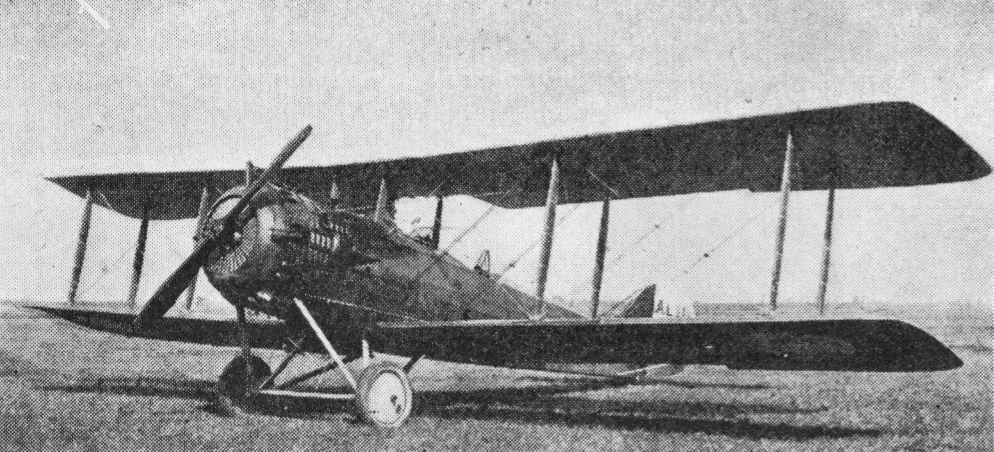
Uzbrojony samolot rozpoznawczy Salmson 2

Po przystąpieniu Stanów Zjednoczonych do I wojny światowej Brereton po raz drugi rozpoczął szkolenie lotnicze, tym razem w Hazelhurst Field pod Mineolą w stanie Nowy Jork. Podczas tego szkolenia został awansowany do stopnia kapitana 15 maja 1917 r., a jego uprawnienia w pilotażu zostały podniesione na Junior Military Aviator 27 czerwca. Przez większą część 1917 r. Brereton pracował w Dywizji Zaopatrzenia w siedzibie Sekcji Lotniczej pod rozkazami płk. Benjamina D. Fouloisa. W listopadzie, kiedy Foulois został awansowany na generała brygady i wysłany do Francji, aby dowodzić Służbą Lotniczą Amerykańskiego Korpusu Ekspedycyjnego, zabrał ze sobą ponad 100 członków swojego personelu, w tym Breretona. Choć początkowo wysłano go do działu zaopatrzenia, wynik Breretona w egzaminie na pilota pozwolił mu wkrótce dostać się na zaawansowane szkolenie lotnicze w Issoudun, co zakwalifikowało go do objęcia dowództwa nad 12 Eskadrą Dywizji Aeronautycznej 1 marca 1918 r. Jego jednostka nie miała w ogóle samolotów w chwili przybycia do Francji i Brereton mógł zdobyć na szybko tylko kilka francuskich maszyn Dorand AR w stanie zdatnym do latania, dopóki nie przybyły pierwsze Salmony 2A2s. Eskadra rozpoczęła operacje bojowe na Dorandach od lotniska w Ourches-sur-Meuse 3 maja, patrolując „Sektor Toul” pomiędzy Flirey i Apremont dla wsparcia amerykańskiej 26 Dywizji Piechoty. Brereton i jego piloci przenieśli się następnie drogą lądową do Vathiménil, aby odebrać Salmony w pierwszym tygodniu czerwca i przeprowadzili na nich rozległe operacje pomiędzy Blâmont a Badonviller w „sektorze Baccarat”, przez trzy tygodnie wspierając z powietrza amerykańską 42 Dywizję Piechoty.
Brereton opuścił 12 Eskadrę 1 lipca, awansował na majora następnego dnia, a trzy dni później został oficerem w I Korpusie. Kiedy amerykańska 2 Dywizja Piechoty zaatakowała Château-Thierry w połowie lipca, Brereton poleciał ze swoim starym dowództwem na pierwszą misję kierowania ogniem artylerii z powietrza pod Vaux. Pod Chateau-Thierry zwrócił na siebie uwagę bryg. Billy’ego Mitchella, który 28 sierpnia przyznał mu dowództwo nad skrzydłem obserwacyjnym jego korpusu, nadzorującym grupy obserwacyjne trzech korpusów, jednej armii i grupy francuskiej w ramach przygotowań do ofensywy pod Saint-Mihiel. W czasie misji obserwacyjnej 12 września 1918 r., w pierwszym dniu ofensywy, Brereton zaangażował się w walkę powietrzną z niemieckim myśliwcem nad Thiaucourt-Regniéville, która przyniosła mu Krzyż Wybitnej Służby.
Bryg. Mitchell, aktualny szef służby lotniczej, grupy armii i de facto dowódca wszystkich amerykańskich sił powietrznych we Francji uczynił Breretona swoim asystentem ds. operacji bojowych 26 października. Brereton został awansowany na pułkownika stanu wojny 1 listopada 1918 r. Na mniej niż 3 tygodnie przed końcem wojny zaproponował plan zrzucenia żołnierzy amerykańskiej 1 Dywizji Piechoty na spadochronach w rejonie niemieckiego miasta Metz; gdyby ten plan został zrealizowany, byłby to pierwszy atak powietrznodesantowy w historii. Podczas gdy Mitchell popierał koncept takiego ataku, gen. John Pershing odłożył go na półkę.
Po zawieszeniu broni Brereton został mianowany szefem sztabu 3 Armii Powietrznej pod dowództwem Mitchella 19 listopada 1918 r. na czas pełnienia obowiązków okupacyjnych w Niemczech do lutego 1919 r.

## Służba w okresie międzywojennym
Po powrocie do Stanów Zjednoczonych na początku 1919 r. Brereton został przydzielony do biura dyrektora lotnictwa, gen. Charlesa Menohera. Kiedy Menoher, działając na podstawie zarządzenia wydanego przez prezydenta Woodrowa Wilsona, w marcu zreorganizował biuro i ustanowił „system dywizji”, Brereton został wybrany na szefa Wydziału Operacji, Szkolenia i Grupy Operacyjnej, ponownie pod Mitchellem. Pozostał tam do grudnia 1919 r., kiedy to został zastępcą attaché wojskowego ds. lotnictwa przy ambasadzie USA w Paryżu pod ambasadorem Myronem Herrickiem. Brereton służył w Paryżu do sierpnia 1922 r., gdzie nauczył się „mówić po francusku z paryskim akcentem” i „doceniać wyśmienite wino”. 1 lipca 1920 r., w dniu, w którym Służba Powietrzna została ustawowo zatwierdzona jako formacja bojowa działająca na linii frontu, Brereton przeniósł się formalnie z artylerii polowej do lotnictwa ze stałą rangą majora na następne 15 lat.

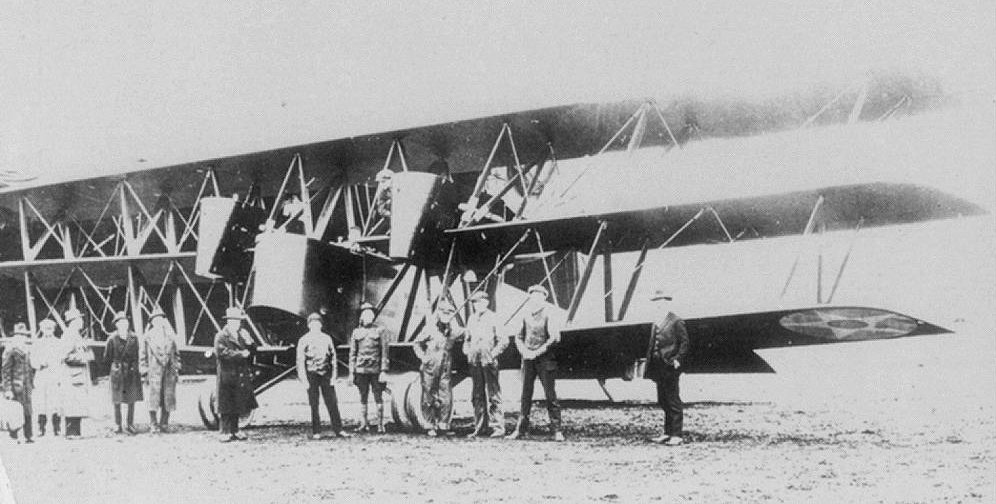
Boeing GA-1

Brereton został dowódcą 10 Grupy Szkoleniowej 1 września 1922 r. w Kelly Field w Teksasie, odpowiedzialny za zaawansowane szkolenie kandydatów na pilotów. W Kelly Field Brereton z powodzeniem został asystentem dowódcy Advanced Flying Training School, dyrektorem ds. szkolenia szturmowego i szefem sztabu Lotnictwa Szturmowego. 5 lutego 1923 r., podczas wizyty inspekcyjnej, Mitchell odciążył niedoświadczonego dowódcę 3 Grupy Szturmowej, w tamtym czasie jednej z trzej grup bojowych w Służbie Powietrznej i zastąpił go Breretonem. W tym okresie 3 Grupa Szturmowa przeprowadziła testy terenowe nowego Boeinga GA-1, silnie uzbrojonego i opancerzonego samolotu szturmowego, ostatecznie stwierdzając, że nie nadaje się on do służby bojowej. 16 września 1924 r. Brereton został przeniesiony do Langley Field jako instruktor w Air Force Tactical School na kadencję 1924–1925.

### Trudności osobiste
4 czerwca 1925 r. został mianowany dowódcą 2 Grupy Bombowej w Langley Field i wezwany do Waszyngtonu w listopadzie jako zastępca obrońcy w sądzie wojennym w sprawie płk. Mitchella oskarżonego o niesubordynację. Wezwany jako świadek w listopadzie 1925 r., nie został jednak wezwany do złożenia zeznań. W lipcu 1926 r. Służba Powietrzna stała się Korpusem Powietrznym po prawomocnym skazaniu i rezygnacji Mitchella z dalszej służby.

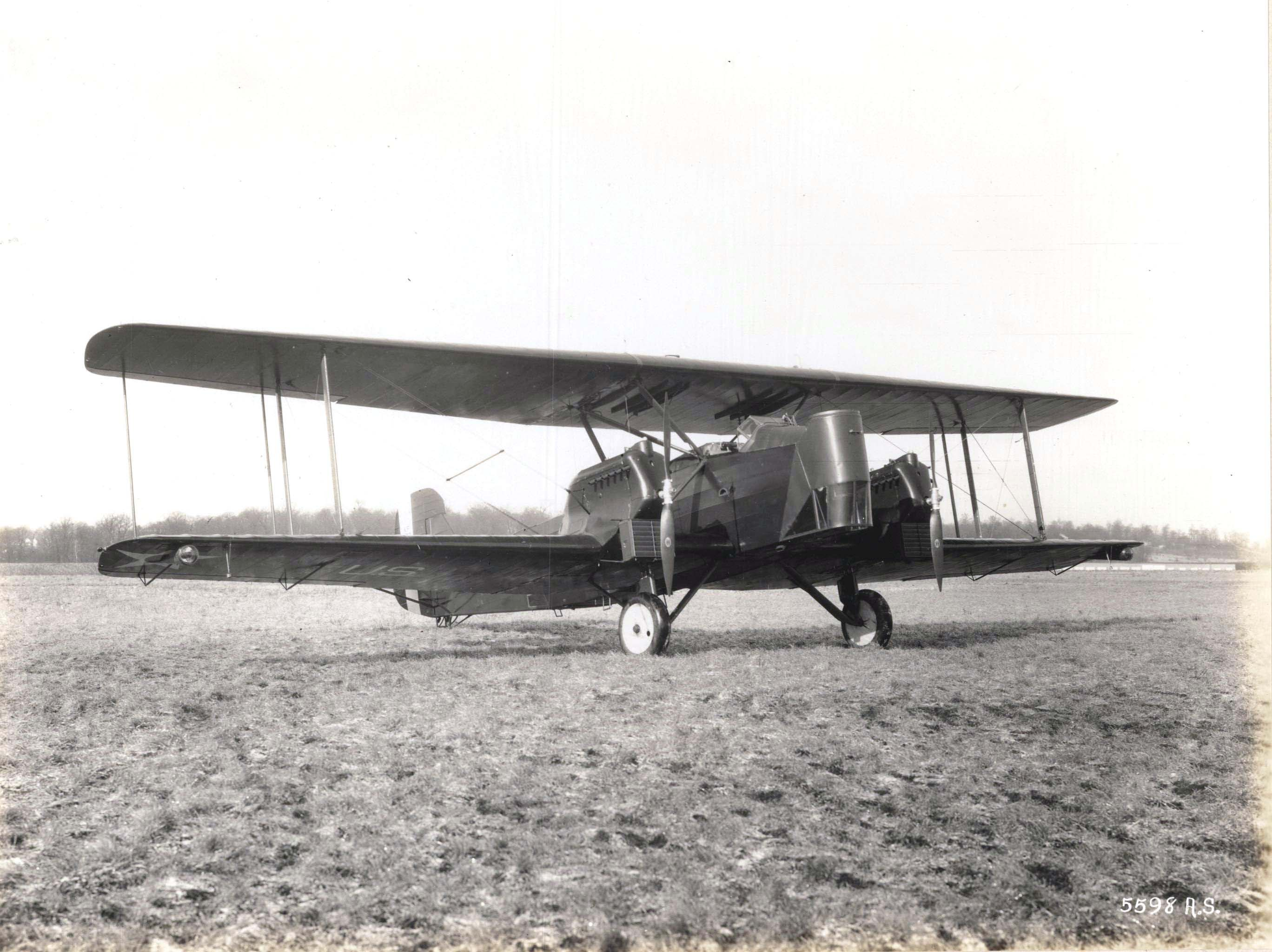
Prototyp Huff-Daland XLB-5, który rozbił się 28 maja 1927 r. z powodu awarii silnika

W 1927 r. Brereton doświadczył stresującego tarcia ze swoimi przełożonymi z powodu jego działalności w radach technicznych, co wymagało od niego poświęcenia większej ilości czasu od obowiązków dowódczych w 2 Grupie Bombowej. Jego 14-letnie małżeństwo, nigdy nazbyt silne, rozpadało się i przysporzyło Breretonowi negatywnej reputacji jako alkoholika. 7 kwietnia prototypowy bombowiec Huff-Daland LB-1 przymusowo lądował w pobliżu rzeki Back po awarii silnika podczas startu. Po powrocie do Langley z teksańskich manewrów 28 maja 1927 r. Brereton był drugim pilotem innego prototypu XLB-5, który doznał awarii silnika w Reynoldsburgu w Ohio i rozbił się, zabijając pasażera, który nie zdążył wyskoczyć ze spadochronem. Dziesięć dni później Brereton poprosił o dwumiesięczny urlop zdrowotny, aby poradzić sobie z „początkowym [...] strachem przed lataniem”. Chociaż udzielono mu wstępnego urlopu medycznego, jego żona opuściła go, aby złożyć wniosek o rozwód w czerwcu 1927 r., po czym cierpiał z powodu „nerwowego niepokoju, bezsenności i koszmarów sennych”. Ich kulminacją było otrzymanie nagany za nieobecność na służbie bez urlopu przez 24 godziny w wyniku nieporozumienia dotyczącego zadania poprowadzenia eskorty powietrznej powrotu Charlesa Lindbergha z Francji.
W sierpniu 1927 r., po prywatnym leczeniu problemów emocjonalnych, Brereton został przywrócony do statusu aktywnego lotnika przez lekarza wojskowego, który również stwierdził, że pacjent nie jest alkoholikiem. Dzięki temu Brereton został przyjęty do Szkoły Dowodzenia i Sztabu Generalnego w Fort Leavenworth w Kansas, która odrzuciła jego podanie w 1919 r. Poradził sobie jednak słabo i chociaż pomyślnie ukończył kurs, zalecono mu dalsze szkolenie. Jego przydział podyplomowy do Kwatery Głównej I Korpusu w Nowym Jorku został odwołany przez gen. Prestona Browna, który uważał, że Brereton nie posiada wymaganych tam kompetencji społecznych. Zamiast tego przydzielono go do dowodzenia 88 Eskadrą Obserwacyjną w Post Field w Oklahomie, a także instruktora w Field Artillery School w Fort Sill od lipca 1928 r. do sierpnia 1931 r. Podczas pobytu w Oklahomie Brereton ożenił się ponownie z Icy V. Larkin, a raporty na jego temat dotyczące sprawności oficera, które spadły do oceny „średniej” przez większość jego czasu w powietrzu, powróciły teraz do „doskonałej”.

### Przywrócenie dobrej reputacji
Od 7 lipca 1931 r. do 20 czerwca 1935 r. Brereton służył w strefie Kanału Panamskiego. Równolegle dowodził 6 Grupą Mieszaną z siedzibą we France Field i Panama Air Depot. Jego przełożonym w Panamie był ten sam gen. Brown, który odrzucił go jako kandydata do służby w Kwaterze Głównej I Korpusu, ale praca Breretona w Panamie odmieniła wcześniejsze opinie generała na jego temat i przynosiła mu doskonałe oceny, które przywróciły jego dobrą reputację zawodową, prawie zniszczoną w 1927 r. 4 marca 1935 r. Brereton otrzymał awans na podpułkownika i został oficerem lotnictwa w Departamencie Kanału Panamskiego.
Po pełnieniu obowiązków w Panamie Brereton powrócił do Fort Leavenworth na czteroletnią trasę jako Szef Pododdziału Korpusu Powietrznego w Szkole Dowodzenia i Sztabu Generalnego, za co otrzymał tymczasowy awans na pułkownika. Brereton miał tylko kilka godzin zajęć instruktażowych z każdym rokiem kursantów na szkoleniu, którego program nie zmienił się od 1926 r. i nadal kładł nacisk na jazdę konną Niemniej jednak Brereton otrzymał wysokie oceny jako szkoleniowiec i został zalecony do pełnienia obowiązków wyższego dowódcy, w przeciwieństwie do wielu jego uczniów z Korpusu Powietrznego, w tym przyszłego szefa sztabu Sił Powietrznych, maj. Carla Spaatza.
Brereton rozpoczął następnie trwającą sześć i pół roku serię udanych zadań dowódczych, w tym siedem tras pod kraju jako dowódca. W lipcu 1939 r. objął dowództwo nad Barksdale Field w Luizjanie. Jego wyniki podczas wspólnych manewrów przyczyniły mu wielu kolejnych wysokich ocen, co zaowocowało awansem na generała brygady 1 października 1940 r. Brereton przeniósł się do Bazy Lotnictwa Wojskowego Savannah 25 października, aby zorganizować i objąć dowództwo 17 Skrzydła Bombowego (3 i 27 Grupa Bombowa). Został awansowany do stopnia generała dywizji 11 lipca 1941 r., a 29 lipca objął dowództwo nad 3 Armią Powietrzną w MacDill Field na Florydzie. Zadanie to miało obejmować udział w manewrach w Karolinie Północnej, ale 3 października Brereton został wezwany do Waszyngtonu na spotkanie z dowódcą Sił Powietrznych Armii, gen. Henrym Arnoldem. Tam poinformowano go, że został zwolniony z dowodzenia 3 Amią Powietrzną, aby udać się na Filipiny i objąć dowództwo Sił Powietrznych Dalekiego Wschodu, które zostały powołane do życia 16 listopada 1941 r. Wraz z nadejściem wojny zadanie zostało odwołane, a Brereton zastąpiony przez starzejącego się brygadiera, który miał skłonność do picia i częstych napadów malarii. Gen. Douglas MacArthur, dowódca wojsk amerykańskich na Filipinach, osobiście wybrał Breretona spośród trzech kandydatów.
Po tym, jak 15 października Brereton został poinformowany o swoich nowych obowiązkach przez Arnolda, jego współpracownicy i gen. George Marshall wyjechali z nim z Waszyngtonu do San Francisco. Opóźnieni przez złą pogodę w sumie na 11 dni w różnych punktach po drodze, Brereton i jego niewielki personel dotarli wreszcie do Manili 4 listopada na pokładzie Pan American Clipper. Niemal natychmiast spotkał się z MacArthurem i dostarczył mu memorandum dotyczące rewizji doktryny wojennej War Plan Rainbow 5, aby zezwolić na bardziej agresywne działania w przypadku wojny, w tym naloty ofensywne. Odkrył, że pomimo ostrzeżeń o mogącej się zacząć lada chwila wojnie, odziedziczona przez niego kwatera główna nadal działała w luźnych warunkach pokojowych, po części dlatego, że MacArthur i jego współpracownicy nie spodziewali się wojny z Japonią przed kwietniem 1942 r. Budowa lotniska w Manili była opóźniona, wiele jednostek lotniczych miało tylko połowę etatowej siły. Znaczący niedobór amunicji kalibru .50 utrudniał szkolenie, a samoloty na Filipinach nie były wyposażone w żaden sprzęt do dostarczania tlenu pilotom myśliwskim, co znacznie ograniczało pułapy operacyjne. Brereton natychmiast po swoim przybyciu wprowadził reżim wojenny.
Był na Filipinach niecałe dwa tygodnie, kiedy MacArthur wysłał go do Australii „na dwanaście cennych dni”, aby sfinalizować plany wykorzystania australijskich baz na wpadek wojny, co zakłóciło jego próby zorganizowania skutecznych sił powietrznych. Jednak jego praca w Australii doprowadziła do modernizacji kilku ważnych lotnisk i ustanowienia „Trasy Breretona” dla samolotów latających z Brisbane i Sydney do północnej Australii i na wyspy Oceanii. Po powrocie Brereton znalazł „latające fortece” Boeing B-17 w Clark Field stojące w uporządkowanych rzędach i nakazał ich natychmiastowe rozproszenie. 6 grudnia wysłał pół Grupy Bombowe 1300 km na południe do Mindanao, ale spodziewając się rychłego przybycia ze Stanów Zjednoczonych kolejnej Grupy Bombowej, pozostawił drugą połowę w Clark, aby zrobić miejsce na spodziewane posiłki na bardziej odległym lotnisku.

## II wojna światowa

### Daleki Wschód
Wkrótce po tym, jak wiadomość o ataku na Pearl Harbor dotarła na Filipiny 8 grudnia 1941 r., Brereton wezwał do natychmiastowych ataków lotniczych na japońskie bazy na Formozie zgodnie ze zmodyfikowanym War Plan Rainbow 5 i własną agresywną naturą Breretona. Jednak te żądania zostały dwukrotnie udaremnione przez szefa sztabu MacArthura, bryg. Richarda Sutherlanda, wobec czego Brereton podniósł bombowce B-17 i myśliwce P-40 w powietrze, aby zapobiec ich zniszczeniu na ziemi w wyniku nieprzyjacielskiego ataku powietrznego. Przez kilka godzin MacArthur odmawiał zgody na atak, ale w końcu zmienił zdanie. Brereton rozkazał wtedy swoim bombowcom wrócić do bazy, aby zatankować i przygotować się do misji; do tego czasu wszystkim samolotom w powietrzu zaczęło brakować paliwa. Podczas tankowania i dozbrajania w bazach do popołudniowej misji, bombowce i większość myśliwców została złapana na ziemi, gdy japońskie jednostki powietrzne, których start z Formozy został opóźniony o sześć godzin przez mgłę, zaatakowały po południu. W wyniku miażdżącego uderzenia amerykańskie siły powietrzne na Filipinach zostały w dużej mierze zniszczone pierwszego dnia wojny.
Liczne japońskie desanty morskie na wyspie Luzon pomiędzy 10 a 23 grudnia zmusiły amerykańsko-filipińskich obrońców do wycofania się na półwysep Bataan. Po tym, jak 14 ocalałych bombowców B-17 uciekło do Darwin w Australii zaledwie dziesięć dni od rozpoczęcia wojny, a w czynnej służbie pozostała tylko garstka myśliwców, amerykańskie siły powietrzne na Filipinach zostały rozbite jako zwarta jednostka do 24 grudnia i były reprezentowane już tylko przez pojedyncze jednostki walczące na półwyspie. Brereton i jego kwatera główna otrzymali od MacArthura polecenie ewakuacji na południe. Dwie godziny później Brereton opuścił Manilę zabrany przez Catalinę na Jawę, gdzie został odebrany przez B-17 i przetransportowany do Batchelor Field w Australii 29 grudnia. Następnego dnia wysłał 11 bombowców do Malang na Jawie, aby przeprowadzić nimi kolejną operację bojową.
Na początku 1942 r. Brereton został mianowany zastępcą dowódcy alianckich sił lotniczych, pod komendą marszałka RAF-u Richarda Peirse’a, będących częścią wspólnego dowództwa sił alianckich w Azji Południowo-Wschodniej i na południowo-zachodnim Pacyfiku, ABDA. Przybył na Jawę 10 stycznia 1942 r. i odtąd przebywał tam nieustannie z wyjątkiem dziewięciodniowej przerwy pod koniec stycznia, kiedy działał jako dowódca sił amerykańskich w Australii. Pozostał na wyspie do 23 lutego, pomimo prośby o zwolnienie z dowództwa 8 lutego z powodu „uczciwych różnic” z Peirsem i demoralizującej krytyki brytyjskiego dowódcy sił alianckich na Pacyfiku, gen. Archibalda Wavella. Brereton otrzymał telegram od gen. George’a Marshalla 22 lutego, w którym ten dał mu całkowitą swobodę działania podczas ewakuacji siebie i swojej kwatery głównej z Jawy, w tym wybór miejsca docelowego, po czym 24 lutego wyjechał do Indii przez Cejlon, zanim rozkazy Arnolda o zorganizowaniu sił powietrznych w Australii mogły do niego dotrzeć. Za swoją rolę w dowodzeniu amerykańskimi siłami powietrznymi na Filipinach Brereton otrzymał po raz pierwszy Medal Sił Lądowych za Wybitną Służbę 18 lutego 1943 r.
5 marca 1942 r., przebywając teraz w New Delhi, Brereton przejął dowodzenie i zaczął organizować nową 10 Armię Powietrzną. Oprócz utworzenia nowej jednostki, Brereton otrzymał również polecenie przygotowania mostu powietrznego dla uzupełnienia zapasów w Chinach. W nocy z 2 na 3 kwietnia 1942 r. uczestniczył w pierwszej misji bombowej 10 Armii Lotniczej – przeprowadzonej przez jeden LB-30 i dwa B-17, w której był drugim pilotem jednej z tych ostatnich – w ataku przeciwko japońskim okrętom wojennym w Port Blair na Wyspach Andamańskich na rzecz Brytyjczyków, za którą został odznaczony Zaszczytnym Krzyżem Lotniczym.
W czerwcu 1942 r., w odpowiedzi na niemieckie zagrożenie dla Kanału Sueskiego w Afryce Północnej, został przeniesiony do Kairu z najlepszymi samolotami bombowymi i załogami lotniczymi dostępnymi w Indiach.

### Bliski Wschód

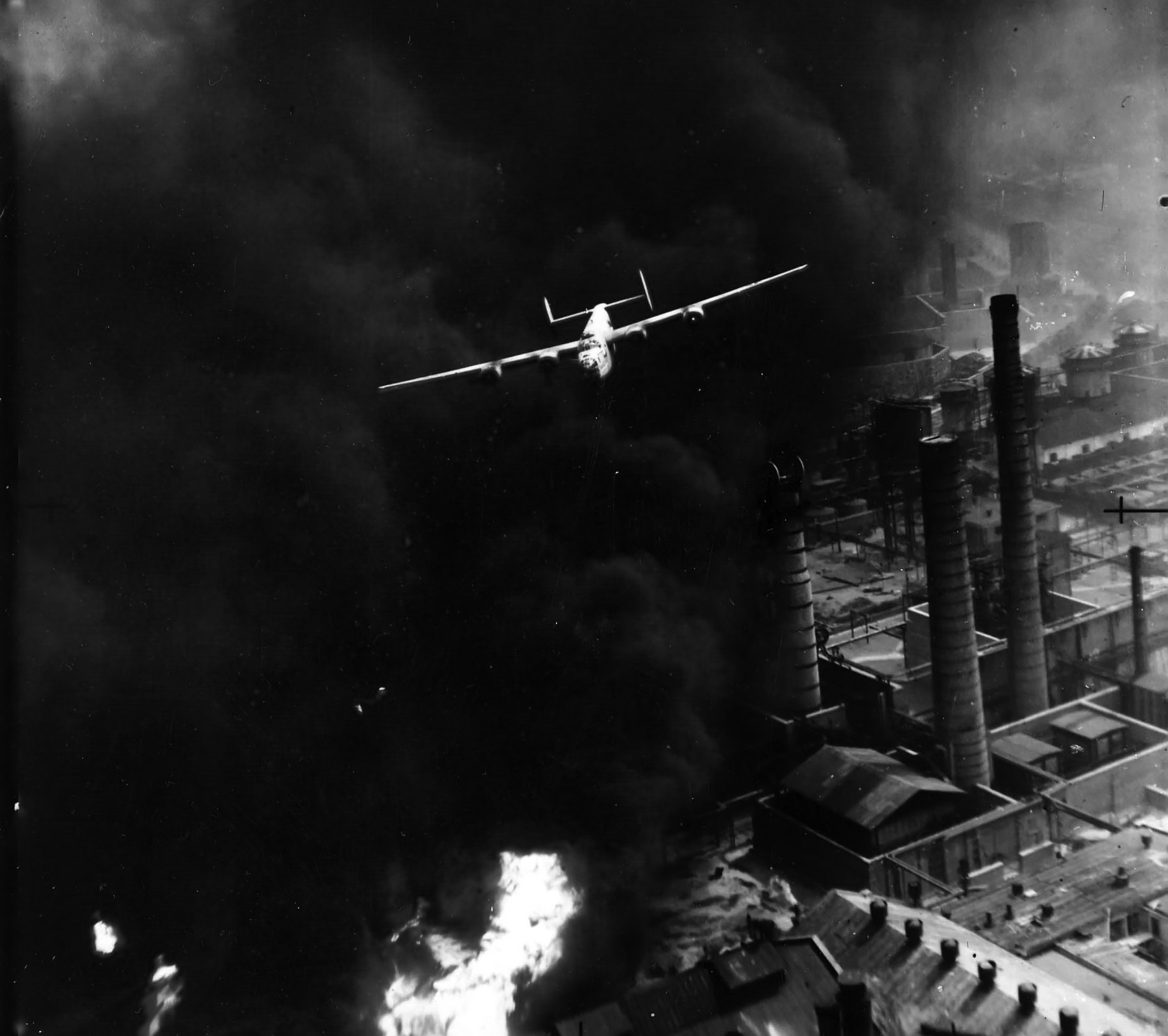
Bombowce B-24 Liberator nad Ploeszti, 1 sierpnia 1943

W czerwcu 1942 r. Brereton został mianowany dowódcą Sił Powietrznych Armii Stanów Zjednoczonych (USAAF) na Bliskim Wschodzie. Z dziewiętnastu B-24 Liberatorów i dziewięciu B-17, które przywiózł z Indii, utworzył prowizoryczną grupę bombową, ale musiał wrócić do Liddy w Palestynie. Wraz z przybyciem B-24 z 98 Grupy Bombowej pod koniec lipca 1942 r. jego formacja przeprowadziła atak na niemieckie składy zaopatrzenia w Libii, z których największym był Tobruk i konwoje statków nawet w tak odległych zakątkach Morza Śródziemnego, jak Zatoka Navarino w Grecji.
Jego małe siły powietrzne zostały wzmocnione przez 57 Grupę Myśliwską (z samolotami P-40) i 12 Grupę Bombową (wyposażoną w bombowce B-25 Mitchell) w lipcu i sierpniu, a Brereton skorzystał z doświadczeń brytyjskiego RAF-u w dotychczasowym przebiegu kampanii afrykańskiej. Podczas gdy ciężkie bombowce nadal operowały z Palestyn, średnie bombowce i myśliwce posuwały się naprzód na lotniska polowe wraz z przesuwaniem się linii frontu. 22 października 1942 r. utworzono amerykańską Grupę Zadaniową Sił Pustynnych z Breretonem jako dowódcą, aby wesprzeć brytyjską ofensywę w rejonie El Alamein i zdobyć doświadczenie przed przybyciem oficerów sztabu USAAF. Do 25 października początkowo niewielka formacja pod komendą Breretona urosła do 743 ciężkich bombowców i 259 średnich bombowców zrzucających 806 ton bomb dziennie.
Załogi ciężkich bombowców wykorzystały kampanię afrykańską jako poligon doświadczalny dla taktyki ataków powietrznych, w szczególności bombardowania w szyku przeciwko manewrującym na morzu okrętom. Kiedy kwatera główna amerykańskiej 9 Armii Powietrznej została aktywowana w Egipcie 12 listopada 1942 r., zastępując Grupę Zadaniową Sił Pustynnych i wszystkie jej tymczasowe komponenty, zachowując jednak Breretona jako dowódcę, a ciężkie bombowce wróciły do baz w Egipcie. Począwszy od 21 listopada 1942 r., dobrze zaawansowane lotnisko w Gambucie służyło do organizowania strategicznych misji bombowych przeciwko Trypolisowi i Neapolowi. Od 31 stycznia 1943 r. Brereton pełnił funkcję dowódcy generalnego Sił Powietrznych Stanów Zjednoczonych na Bliskim Wschodzie, kiedy gen. Frank Andrews został przeniesiony po rozpoczęciu konferencji w Casablance.

Wśród misji podjętych w 1943 r. przez ciężkie bombowce pod dowództwem Breretona były m.in. bombardowania rafinerii ropy naftowej w Ploeszti w sprzymierzonej z Niemcami Rumunii w ramach operacji Tidal Wave, w czasie której maszyny operowały na minimalnej wysokości. Szacunki wywiadu przewidywały 50% straty wśród B-24, w rzeczywistości ok. 30% maszyn (54 ze 178) zostało zestrzelonych lub nieodwracalnie uszkodzonych. Nalot nie spełnił jednak oczekiwań co do zniszczeń w infrastrukturze wroga, choć bombardowanie było bardzo dokładne i zadano pewne szkody, które byłyby większe, gdyby wśród bomb nie byłoby tyle niewypałów. Historyk sił powietrznych Roger G. Miller napisał: 

W sierpniu 1943 r. pod dowództwem Breretona odbyła się operacja Tidal Wave. Plany nalotu bombowego na niskim pułapie przeciwko rafineriom ropy naftowej w rumuńskim Ploeszti powstały w sztabie lotniczym, ale Brereton ustalił, że atak miałby pochodzić z baz libijskich, a nie syryjskich, sam wyszkolił załogi do tego zadania i konsekwentnie bronił kontrowersyjnej koncepcji niskiego pułapu

### 9 Armia Powietrzna
W styczniu 1943 r. plan Połączonej Ofensywy Powietrznej, zakładający użycie 2700 ciężkich bombowców i 800 średnich bombowców startujących z baw w Anglii do atakowania niemieckich celów na kontynencie przez całą dobę został zatwierdzony przez Połączony Komitet Szefów Sztabów. W kwietniu, gen. Ira Eaker, dowodzący 8 Armią Powietrzną, przedłożył dowództwu Sił Powietrznych Armii Stanów Zjednoczonych plan z prośbą o utworzenie nowej taktycznej siły powietrznej w ramach 8 Armii, złożonej z 25 średnich i lekkich grup bombowych w celu wykonania części planu średniego bombardowań z planu Połączonej Ofensywy Powietrznej. Jego propozycja została zbadana i zatwierdzona przez komitet z kwatery głównej USAAF pod dowództwem bryg. Foletta Bradleya. W tym samym czasie, niezwiązany z Połączoną Ofensywą Powietrzną gen. Dwight Eisenhower zaproponował konsolidację 9 i 12 Armii Lotniczej w Teatrze Morza Śródziemnego oraz zasugerował, aby Brereton został przeniesiony na stanowisko zastępcy dowódcy alianckich sił taktycznych dowodzonych przez gen. Coninghama.
Zamiast tego gen. Arnold 31 lipca zaoferował Breretonowi wybór zadania: dowództwo w Stanach Zjednoczonych, odpowiedzialne stanowisko w nowej siedzibie lotnictwa w Kairze lub dowództwo nowej taktycznej siły powietrznej tworzonej w ramach 8 Armii Powietrznej. Brereton „z najwyższą ochotą” wybrał nowe zadanie w Anglii.

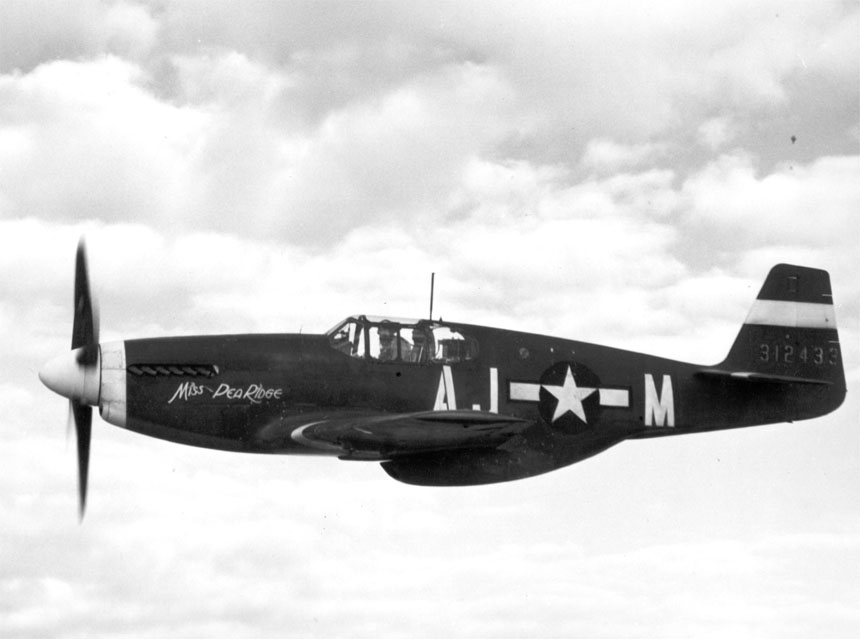
P-51B Mustang z 356 Dywizjonu 354 Grupy Myśliwskiej, 9 Armia Powietrzna

Pierwsza konferencja w Quebecu w sierpniu zasugerowała jednak połączenie taktycznych sił powietrznych, początkowo z siedzibą w Anglii, które miały ewentualnie wspierać lądowe operacje alianckie na kontynencie, w Alianckie Powietrzne Siły Ekspedycyjne. Miały się różnić od bombardowania strategicznego i być dowodzone przez marszałka lotnictwa Trafforda Leigh-Mallory’ego. 9 Armia Powietrzna pod dowództwem Breretona miała się stać komponentem USAAF wschodzącym w skład tej nowej siły, podczas gdy Coningham zostanie sprowadzony z Włoch, by dowodzić komponentem RAF-u, 2 Taktyczną Siłą Powietrzną. W październiku jednostki 9 Armii Powietrznej w Afryce zostały rozdzielone po innych armiach powietrznych, a kilka jej kwater dowodzenia wysłano do Anglii. 9 Armia Powietrzna została ponownie aktywowana 16 października wokół komponentu średnich bombowców VIII Dowództwa Wsparcia Powietrznego, a Brereton miał swoją nową siedzibę w Sunninghill Park w hrabstwie Berkshire. Tymczasowe „super-dowództwo administracyjne” pod kierownictwem Eakera („USAAF w Wielkiej Brytanii”, zastąpione w styczniu przez Strategiczne Siły Powietrzne Stanów Zjednoczonych) powstało w tym samym czasie w celu koordynacji działań administracyjnych 8 i 9 Armii Powietrznej, ale kiedy 1 listopada zostały aktywowane Alianckie Powietrzne Siły Ekspedycyjne, Brereton przyjął od niego zlecenia operacyjne.
9 Armia Powietrzna została zorganizowana w trzy dowództwa bojowe, które wykorzystywały wszystkie taktyczne funkcje lotnictwa bojowego: bombową, myśliwską i transportową. IX Dowództwo Bombowe było połączeniem średnich bombowców VIII Dowództwa Wsparcia Powietrznego i dwóch elementów dowodzenia ze „starej” 9 Armii Powietrznej, w tym poprzedniego IX Dowództwa Bombowego. IX Dowództwo Myśliwskie powstało z przeniesionej kwatery głównej 9 Armii Powietrznej i było w zasadzie organizacją szkoleniową dla kolejnych taktycznych zadań powietrznych. IX Dowództwo Transportu Piechoty zostało aktywowane w Anglii pod kierownictwem oficera szkoleniowego, aby organizować i szkolić nowe jednostki do przyszłych operacji powietrznodesantowych. 29 listopada 1943 r. do formacji dodano dwa taktyczne dowództwa myśliwskie: IX i XIX.
Od samego początku Brereton korzystał z silnego zespołu dowodzenia w zakresie różnorodnych zadań taktycznych. Bryg. Samuel Anderson przejął IX Dowództwo Bombowe. Bryg. Elwood Quesada został przydzielony do IX Dowództwa Myśliwskiego, a po przeniesieniu się 9 Armii Powietrznej na kontynent również IX Dowództwa Lotnictwa Taktycznego. 3 lutego 1944 r. bryg. Otto Weyland przybył do Anglii, aby przejąć dowodzenie nad XIX Dowództwem Lotnictwa Taktycznego. Aby dopełnić zespół dowódców powietrznego transportu piechoty, Brereton przygarnął bryg. Paula Williamsa, doświadczonego w kierowaniu operacjami lotniczymi w Afryce Północnej, na Sycylii i we Włoszech, który przejął IX Dowództwo Transportu Piechoty 25 lutego 1944 r..
Zimą 1943–1944 9 Armia Powietrzna rosła w niezwykłym tempie. W ciągu pierwszych sześciu miesięcy pod dowództwem Breretona, od 16 października 1943 r. do 16 kwietnia 1944 r., formacja powiększyła się z 2162 do 163 312 żołnierzy. Do końca maja jej siła osiągnęła 185 tys. ludzi. Ordre de Bataille 9 Armii Powietrznej obejmowało 45 grup lotniczych, 160 eskadr i 5 tys. samolotów. Organizacyjnie zawierało dowództwo inżynieryjne, dowództwo obrony powietrznej i dwa taktyczne dowództwa powietrzne, tak aby do dnia inwazji na kontynent przyjąć i wyszkolić 11 grup średnich bombowców, 19 grup myśliwskich, 14 grup transportu piechoty i grupę rozpoznania fotograficznego. Łączna liczba personelu przydzielonego do 9 Armii Powietrznej wynosiła prawie 220 tys. ludzi i była większa niż w starszej od niej 8 Armii Powietrznej.

#### Operacja Overlord

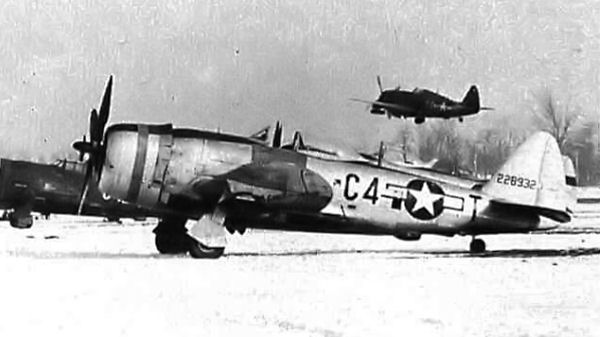
P-47D Thunderbolt z 388 Dywizjonu 365 Grupy Myśliwskiej, 9 Armia Powietrzna

Brereton został awansowany na generała porucznika w kwietniu 1944 r., kiedy jego jednostki rozpoczęły kampanię ataków na lotniska (1 kwietnia), centra kolejowe i tabory (1 kwietnia), baterie artylerii przybrzeżnej (13 kwietnia) i mosty (7 maja) we Francji w ramach przygotowań do operacji Overlord, inwazji na Normandię dokonanej 6 czerwca 1944 r. Kiedy marsz. Leigh-Mallory zaproponował utworzenie „Alianckiego Lotnictwa Taktycznego”, które miało objąć obydwie taktyczne siły powietrzne po D-Day i że Coningham będzie dowodzić nimi wszystkimi oprócz 2 Grupy Lotnictwa Taktycznego, Brereton sprzeciwił się na tej podstawie, że 9 Armia Powietrzna zostanie podporządkowana jego odpowiednikowi w RAF-ie. Zamiast tego Coningham został przydzielony do dowodzenia tymczasową kwaterą główną Alianckich Powietrznych Sił Ekspedycyjnych na kontynencie, aktywną w początkowej fazie kampanii, w której on i Brereton stworzyli potężny zespół dowodzenia dla taktycznych operacji lotniczych w czasie budowy alianckiego przyczółku.
Desant amerykańskich spadochroniarzy w Normandii w wykonaniu IX Dowództwa Transportu Piechoty to pierwsza amerykańska operacja bojowa w czasie lądowania w Normandii 13 100 amerykańskich spadochroniarzy z 82 Dywizji Powietrznodesantowej i 101 Dywizji Powietrznodesantowej wykonało nocne skoki spadochronowe przez desantami morskimi na plażach, a następnie prawie 4 tys. żołnierzy piechoty szybowcowej przyleciało w ciągu dnia w sześciu misjach desantowych. Dywizje powietrznodesantowe zostały przydzielone do wspierania amerykańskiego VII Korpusu atakującego w kierunku Cherbourga (aby zapewnić aliantom port morski umożliwiający odbiór zaopatrzenia) poprzez blokowanie dróg, potencjalnych tras niemieckiego kontrataku w stronę plaży Utha, przechwytywanie wyjść z plaż i ustanowienie przepraw nad rzeką Douve, aby pomóc w połączeniu się dwóch amerykańskich przyczółków. Spadochroniarze nie zdołali wykonać swoich celów przez trzy dni. Wiele czynników odegrało w tym swoją rolę, przede wszystkim jednak nadmierne rozproszenie zrzutów. Mimo to siły niemieckie nie były w stanie wykorzystać chaosu. Wiele niemieckich jednostek w rejonie wytrwale broniło punktów umocnionych, ale wszystkie zostały systematycznie pokonane w przeciągu tygodnia. Zaplanowano następną operację, w której jedno skrzydło IX Dowództwo Transportu Piechoty miało dostarczyć pod Évrecy brytyjską 1 Dywizję Powietrznodesantową 14 czerwca, aby wesprzeć próbę przełamania frontu w Normandii przez brytyjskie siły pancerne w operacji Perch, ale było to zadanie tak niebezpieczne, że dowódcy jednostek transportowych i żołnierze przystali na to niechętnie. Załogi zostały jednak poinformowane 13 czerwca, że silny niemiecki atak na Villers Bocage wymusił anulowanie akcji.
Siedem grup myśliwskich przeniosło się na kontynent wkrótce po inwazji, a do sierpnia wszystkie grupy myśliwskie 9 Armii Powietrznej działały już na przyczółku. Brereton nauczył się wiele od Coninghama i działań RAF-u na w kampanii afrykańskiej. Sformułował hasło 9 Armii Powietrznej, które brzmiało „zachować mobilność” (ang. Keep Mobile).

#### Operacja Cobra
W połowie lipca 1944 r. Armia Stanów Zjednoczonych utknęła w normandzkich żywopłotach zwanych bocage. Gen. Omar Bradley wdrożył plan operacji Cobra, przerwania impasu poprzez użycie potężnej siły powietrznej, aby wybić dziurę w silnej niemieckiej obronie w pobliżu Saint-Lô, umożliwiając VII Korpusowi przedostanie się w głąb terytorium Francji. Kluczem do planu, pod naciskiem marsz. Leigh-Mallory’ego, było użycie ciężkich bombowców do nalotu dywanowego skoncentrowanego na niewielkim odcinku nieprzyjacielskiej obrony tuż przed rozpoczęciem uderzenia lądowego, poprzedzonego atakami myśliwców bombardujących IX Dowództwa Lotnictwa Taktycznego, a następnie do ataku na tyłach wroga w wykonaniu 11 grup średnich i lekkich bombowców 9 Armii Powietrznej. Na konferencji w kwaterze głównej Alianckich Ekspedycyjnych Sił Powietrznych w Stanmore 19 lipca dowódcy lotniczy wyrazili poważne zastrzeżenia co do bezpieczeństwa amerykańskich żołnierzy na ziemi, szczególnie ze względu na ich bliskość od docelowego obszaru bombardowań, co skutkowało przyjęciem taktycznych kompromisów.
Zła pogoda opóźniła atak do 24 lipca, a prośba o odroczenie go o kolejne 24 godziny została odrzucona. Po tym, jak samoloty zaczęły startować, Leigh-Mallory zawahał się przed przerwaniem operacji i podczas gdy niektóre myśliwce bombardujące zakończyły swoją misję, średnie bombowce nie wystartowały z angielskich baz. Ciężkie bombowce natomiast były już w powietrzu i nie otrzymały rozkazu zawrócenia. Po zastaniu silnej mgły nad celem większość z nich wróciła do bazy zgodnie z instrukcjami ze swoich rozkazów polowych, ale niektóre zrzuciły załogi zdecydowały się zrzucić swój ładunek bomb, co spowodowało bratobójcze zbombardowanie amerykańskich żołnierzy. Brereton i Quesada byli blisko linii frontu wraz z Bradleyem, aby obserwować wyniki nalotu i omal nie zostali zabici przez źle zrzucone bomby.
Następnego dnia, 25 lipca operacja Cobra została ostatecznie uruchomiona zgodnie z planem, przy maksymalnym wysiłku sił powietrznych, w tym wykonaniu 559 lotów myśliwców bombardujących oraz 480 lotów średnich i lekkich bombowców 9 Armii Powietrznej. Ataki myśliwców bombardujących przeciwko celom bezpośrednio na linii frontu w wykonaniu ośmiu grup z IX Dowództwa Lotnictwa Taktycznego na głębokości 230 m, były znakomicie wykonane, ale tak jak przewidzieli planiści, wytworzyły one dym i pył, który przesłaniał punkty celowania bombowców na wyższych wysokościach. Drugi dzień ciężkich ataków bombowych spowodował także kolejne przypadkowe trafienia w wojska amerykańskie, w szczególności w 47 Pułk z 9 Dywizji Piechoty oraz 120 Pułk 30 Dywizji Piechoty. Ten ostatni został również zaatakowany przez bombowce B-26 Marauder 9 Armii Powietrznej, które zrzuciły swoje bomby za blisko, przed niemieckimi liniami. Łącznie przez dwa dni bombardowania około 3% bomb spadło na linie amerykańskie, powodując 111 zabitych i 490 rannych. Choć początkowo nie było to widoczne, atakom lotniczym udało się jednak zakłócić formacje niemieckie i zniszczyć ich komunikację, ułatwiając przełamanie frontu.
Brereton został nagrodzony Legią Zasługi  za swoje dokonania w dowodzeniu 9 Armią Powietrzną w 1944 r.

### 1 Aliancka Armia Powietrznodesantowa
W lipcu gen. Eisenhower postanowił wdrożyć wstępne plany utworzenia jednolitego dowództwa wszystkich brytyjskich i amerykańskich sił powietrznodesantowych, a jednostki transportujące żołnierzy w powietrzu miały dostarczać ich na pole bitwy pod dowództwem amerykańskiego oficera, bez względu na opór marsz. Leigh-Mallory’ego, który sprzeciwiał się wydzieleniu jednostek transportowych z Alianckich Ekspedycyjnych Sił Powietrznych. 16 lipca Eisenhower wyznaczył Breretona na dowódcę nowej formacji w oparciu o jego rozległe i różnorodne doświadczenie w dowodzeniu siłami powietrznymi w warunkach bojowych, ponad gen. Frederickiem Browningem, dowódcą brytyjskiego I Korpusu Powietrznodesantowego, mimo że Browning był starszy od niego o cztery miesiące. Po tym, jak po raz pierwszy zasugerował (bezskutecznie), żeby wojska powietrznodesantowe zostały włączone do 9 Armii Powietrznej, 2 sierpnia 1944 r. Brereton został mianowany na dowódcę Połączonej Kwatery Głównej Sił Powietrznodesantowych, podlegającego bezpośrednio pod SHAEF. Przekazał dowództwo 9 Armii Powietrznej gen. Hoytowi Vandenbergowi 8 sierpnia i utworzył swoją nową kwaterę w Sunninghill Park. Brereton zalecił, aby nazwać nową formację 1 Aliancką Armią Powietrznodesantową i pomimo osobistych konfliktów pomiędzy generałami, Browning został jego zastępcą. 25 sierpnia IX Dowództwo Lotnictwa Transportowego zostało wcielone do Armii Alianckiej.

#### Operacja Market-Garden
Po odwołaniu kilku zrzutów spadochroniarzy, mających na celu odcięcie wycofujących się z Francji wojsk niemieckich, 10 września Eisenhower zatwierdził trzyczęściowy atak z powietrza kierowany przez feldmarszałka Bernarda Montgomery’ego w Holandii pod kryptonimem Market, skoordynowany z przeprowadzoną jednocześnie ofensywą lądową o nazwie Garden. Celem połączonej operacji Market Garden było przejęcie przyczółka na drugim brzegu Renu w Arnhem. Przewidywana data operacji (zależna od odpowiedniej do lotu pogody) to 14 września. Ponieważ data była bliska, plany innej dużej, lecz anulowanej operacji pod kryptonimem Linnet zostały teraz odnowione i dostosowane do Market.

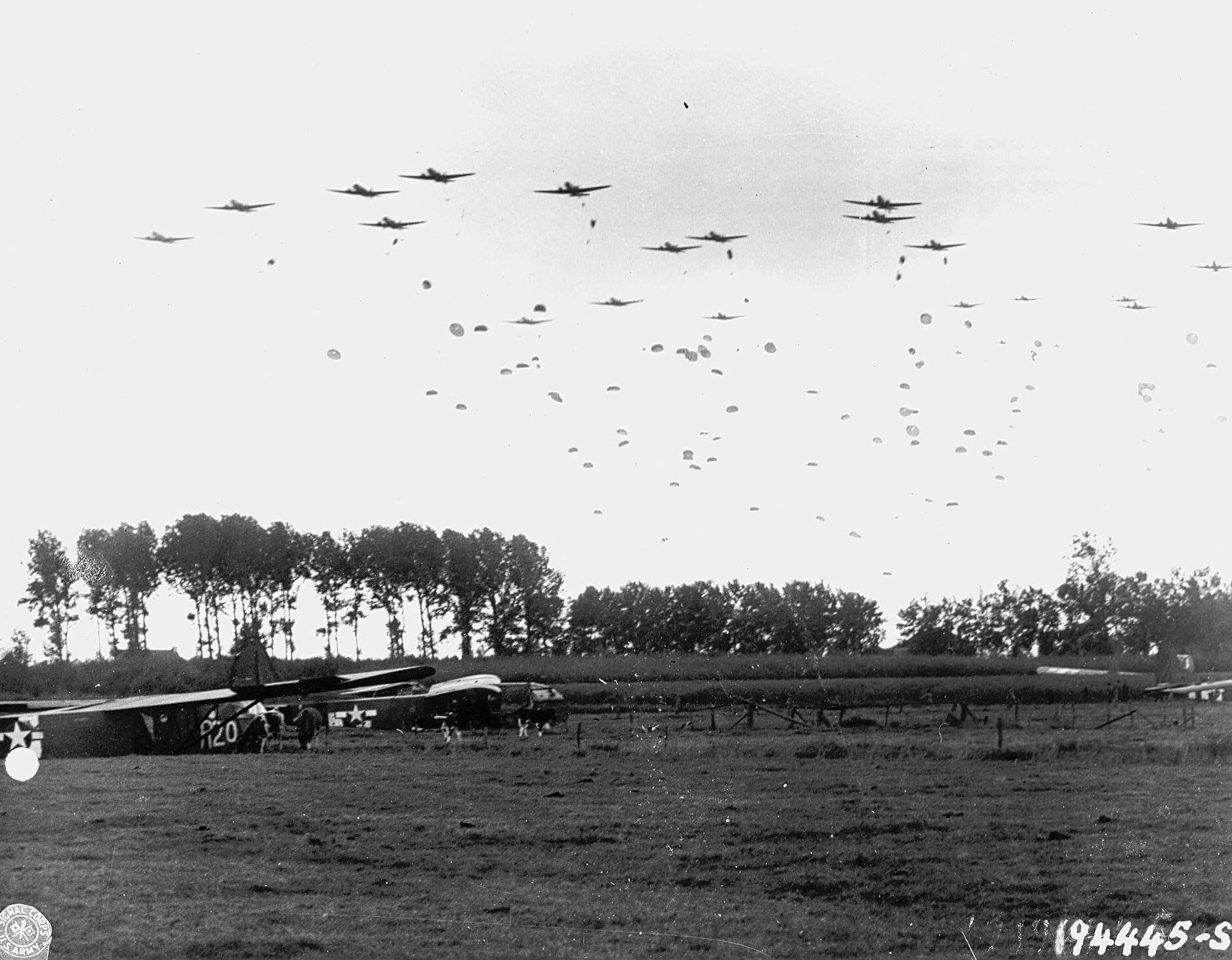
Zrzut spadochroniarzy 82 Dywizji Powietrznodesantowej pod Grave w Holandii 17 września 1944 r.

Brereton dokonał jednak kilku kluczowych zmian w planie Linnet, po pierwsze ograniczając misje szybowcowe do „pojedynczych maszyn”, czyli jednego bombowca holującego jeden szybowiec, podczas gdy początkowa wersja operacji Linnet zakładała użycie podwójnego holowania. Połączenie złej pogody, fatalnej sytuacji zaopatrzeniowej wojsk alianckich Europie i planowania zrzutów w ostatniej chwili wymusiło anulowanie praktycznie wszystkich treningów dla załóg IX Dowództwa Transportu Piechoty w sierpniu, w wyniku czego Brereton doszedł do wniosku, że niesprawdzone i niepraktyczne podwójne holowanie było zbyt niebezpieczne. Zdecydował również, że operacja zabezpieczana przez ogromne wsparcie lotnicze sił amerykańskich i brytyjskich, odbędzie się w świetle dziennym, aby uniknąć rozproszenia zrzutów takiego jak podczas desantów spadochronowych w Normandii w czerwcu. Jego decyzja została potwierdzona nieuniknionymi faktami, gdy pogoda i inne opóźnienia odsunęły rozpoczęcie operacji do 17 września, kiedy panował nów. Wreszcie krótsze godziny światła dziennego we wrześniu spowodowały, że Brereton odmówił wydania zezwolenia na dwa zrzuty dziennie, a w wyniku ograniczonej liczby samolotów transportowych, amerykańskie siły powietrzne potrzebowały kolejnych trzech dni.
Dane wywiadu meteorologicznego wskazały na cztery kolejne dni bezchmurnej pogody, ale po pierwszym dniu operacji, kolejne zrzuty zostały opóźnione lub przełożone z powodu mgły, niskich chmur i innych niekorzystnych warunków oraz słabej widoczności od baz w Anglii wzdłuż planowanych tras do Holandii oraz wokół strefy zrzutu/lądowania. Akcje powietrznodesantowe w pierwszych dwóch dniach zakończyły się nieoczekiwanym powodzeniem, ale mimo to ogólny przebieg operacji uległ znacznym zakłóceniom z powodu opóźnień i tylko pogorszył się tylko wraz z kryzysem pogodowym. Anulowanie dodatkowego zrzutu amerykańskiego Pułku Piechoty Szybowcowej i polskiej 1 Samodzielnej Brygady Spadochronowej 19 września spowodowało zupełną porażkę operacji.

#### Operacja Varsity
17 października 1944 r., po zakończeniu operacji Market Garden, personel 1 Alianckiej Armii Powietrznodesantowej dowiedział się, że gen. Bradley ma nadzieję przekroczyć Ren pod Wesel w Niemczech i 7 listopada ukończył planowanie operacji powietrznodesantowej z użyciem dwóch dywizji, operacji Varsity, która miała wesprzeć to przedsięwzięcie. Wiele czynników przesunęło docelowy termin operacji, jakim był 1 stycznia 1945 r., a niemiecka ofensywa w Ardenach dodatkowo zakłóciła harmonogram działań. Po kontrofensywie alianckiej w styczniu Eisenhower zaplanował atak na Ren w tym samym obszarze co Bradley, a operacja Varsity została zaakceptowana 10 lutego z kilkoma zmianami w planie ogólnym. Jej celem było zajęcie niskich, zalesionych wzgórz nad Renem, aby zapobiec zakłóceniu przez ogień niemieckiej artylerii forsowania rzeki przez siły lądowe.
Brytyjska 21 Grupa Armii dowodzona przez feldmarszałka Montgomery’ego miała przekroczyć Ren w ramach operacji Plunder. Operację Varsity zaplanowano w celu wsparcia ich przeprawy poprzez desant dwóch dywizji powietrznodesantowych ze składu amerykańskiego XVIII Korpusu Powietrznodesantowego zarówno przy użyciu spadochronów, jak i szybowców tuż za Renem, w pobliżu Wesel i Hamminkeln. Amerykańska 2 Dywizja Powietrznodesantowa również miała zostać użyta według pierwotnego planu, ale kiedy stało się jasne, że Armia Powietrznodesantowa dysponuje liczbą transportowców ledwo wystarczającą dla dwóch dywizji, trzecia została rozmieszczona w rezerwie, a następnie całkowicie wykreślona z planów operacji 6 marca. Konsekwencje złej pogody podczas operacji Market Garden skłoniły Breretona do tego, aby zaplanować desant obu dywizji w jednym rzucie. 18 lutego, aby ustanowić stanowisko dowodzenia dla zbliżającej się operacji, Brereton przeniósł kwaterę główną 1 Alianckiej Armii Powietrznodesantowej do Maisons-Laffitte pod Paryżem.
Pod koniec lutego Montgomery wyznaczył datę operacji Plunder/Varsity na 24 marca, którą SHAEF zatwierdziło 8 marca. Po południu 23 marca Brereton i Coningham, dowodzący wszystkimi współpracującymi w tej operacji siłami powietrznymi, podjęli ostateczną decyzję o uruchomieniu planu Varsity, gdy wywiad meteorologiczny przedstawił prognozę na następny dzień. Chociaż Niemcy przewidzieli atak i przygotowali pozycje obronne dla 10 tys. żołnierzy, bezprecedensowy rozmiar operacji powietrznodesantowej przeważył nad obroną. Korzystając z 300 podwójnie holowanych szybowców, grupy transportu piechoty z 72 transportowcami C-46 Commando i trzech równoległych tras dla samolotów, prawie 17 tys. żołnierzy skoncentrowało się w obszarze stref zrzutu w niecałe cztery godziny.

## Powojenna kariera i dziedzictwo
Po nieprzerwanej służbie za granicą w warunkach bojowych trwającej od ataku na Pearl Harbor do kapitulacji III Rzeszy, Brereton wrócił do Stanów Zjednoczonych w maju 1945 r., aby otrzymać przydział do kwatery głównej USAAF w Waszyngtonie. W lipcu przejął dowództwo nad 3 Armią Powietrzną, a w styczniu 1946 r. został mianowany dowódcą 1 Armii Powietrznej stacjonującej na Mitchell Field w Nowym Jorku. W następnym miesiącu został przydzielony do biura Sekretarza Wojny w celu pełnienia funkcji wraz z Kolegium Połączonych Szefów Sztabów jako obserwator operacji Crossroads. Od lipca 1947 r. do czerwca 1948 r. Brereton był przewodniczącym Wojskowego Komitetu Łącznikowego przy amerykańskiej Komisji Energii Atomowej, a następnie został sekretarzem generalnym Rady Lotniczej przed przejściem na emeryturę wojskową 1 września 1948 r. w stopniu generała porucznika.
Na ostatnim etapie swojej kariery wojskowej rozwiódł się w lutym 1946 r. i ożenił się po raz trzeci. W 1946 r. William Morrow opublikował swoje wspomnienia wojenne, The Brereton Diaries, które były czasem krytykowane jako rzekomo napisane po fakcie, aby zwolnić Breretona z jakiejkolwiek winy za kontrowersje związane z kierowanymi przez niego operacjami i spowodował dalsze tarcia z MacArthurem oraz jego poplecznikami. Brereton zmarł 20 lipca 1967 r. na zawał serca podczas hospitalizacji w Walter Reed Army Medical Center trwającej od 10 lipca.

Roger Miller przejrzał zarówno chwalebne, jak i niechlubne historie z kariery Breretona i podsumował jego wkład w II wojnę światową: 

Podobnie jak w przypadku innych barwnych postaci (…)  wydaje się, że istnieje niewiele miejsca na neutralne opinie na temat Breretona. Wcześniejsi historycy ogólnie mieli bardziej przychylne spojrzenie na jego działania; młodsi badacze okazują mu mniej uznania za jego umiejętności. Ponadto, co jest ściśle związane z poprzednim faktem, historycy, którzy zwykle przyznawali Breretonowi wyższe oceny za kompetencje, szczególnie w odniesieniu do wydarzeń na Filipinach, w dużej mierze byli tymi, którzy (…) pisali obszernie o historii lotnictwa. Wreszcie, pogląd historyka na działania Breretona na Filipinach jest zasadniczo odwrotnością jego poglądu na temat gen. Douglasa MacArthura. Historycy sprzyjający MacArthurowi potępiają Breretona; historycy krytykujący MacArthura są na ogół zwolennikami Breretona. Wiele najpoważniejszych ataków na Breretona pochodzi zatem z tych środowisk, którzy stanęły w obronie MacArthura. (…) Lewis Brereton był zdolnym dowódcą i skutecznym liderem, ale nie wielkim generałem. Był solidnym produktem amerykańskiego systemu wojskowego sprzed II wojny światowej i jako taki nie był ani gwiazdą ani porażką. Należał do tego „dużego środka” kompetentnych, ale mało zwracających na siebie uwagę amerykańskich oficerów, którzy odnieśli zwycięstwo w II wojnie światowej. Brereton miał ważne zalety. W obu wojnach światowych zaprezentował się jako odważny, agresywny i szczery oficer. Gen. Carl Spaatz w swoim ostatnim raporcie na temat skuteczności Breretona w 1946 r. słusznie opisał go jako „osobiście nieustraszonego, szczerego i stawiającego na stanowczą oraz bezpośrednią ekspresję swojej opinii, niezależnie od konsekwencji dla niego samego